# Liste der Monuments historiques in Vaux (Haute-Garonne)
Die Liste der Monuments historiques in Vaux (Haute-Garonne) führt die Monuments historiques in der französischen Gemeinde Vaux auf.

## Liste der Bauwerke
| Bezeichnung | Beschreibung                          | Standort | Kennzeichnung | Schutzstatus | Datum | Bild           |
| ----------- | ------------------------------------- | -------- | ------------- | ------------ | ----- | -------------- |
| Manoir      | Herrenhaus, erbaut im 17. Jahrhundert | (Lage)   | PA00094652    | Inscrit      | 1944  | weitere Bilder |

## Liste der Objekte
- Monuments historiques (Objekte) in Vaux (Haute-Garonne) in der Base Palissy des französischen Kultusministeriums